# NGC 7035
NGC 7035 ist ein interagierendes Galaxienpaar im Sternbild Steinbock auf der Ekliptik. Es ist schätzungsweise 418 Millionen Lichtjahre von der Milchstraße entfernt.
Das Objekt wurde im Jahre 1886 von Frank Muller entdeckt.